# LVIII Corpo Panzer (Alemanha)
O LVIII Corpo Panzer foi u Corpo de Campo da Alemanha na Segunda Guerra Mundial, formado a partir do LVIII Corpo de Reserva Panzer em Julho de 1944 e foi inicialmente enviado para Le Mans em 20 de Julho para combater os aliados.
Recuou por entre a França antes de lutar em Ardennes e encerrou a guerra no Bolsão de Ruhr em Abril de 1945.

## Comandantes
- General der Panzertruppen Walter Krüger   (6 Julho 1944 - 25 Março 1945)[3]
- Generalleutnant Walter Botsch   (25 Março 1945 - 17 Abril 1945)

## Área de Operações
- França  (Julho 1944 - Dezembro 1944)[3]
- Ardennes   (Dezembro 1944)
- Oeste da Alemanha & Bolsão de Ruhr  (Janeiro de 1945 - Abril de 1945)

## Ordem de Batalha
- Arko 458[3]
- Korps-Nachrichten Abteilung 458
- Korps-Nachschub Truppen 458